# ゲッシェ・マイブルク

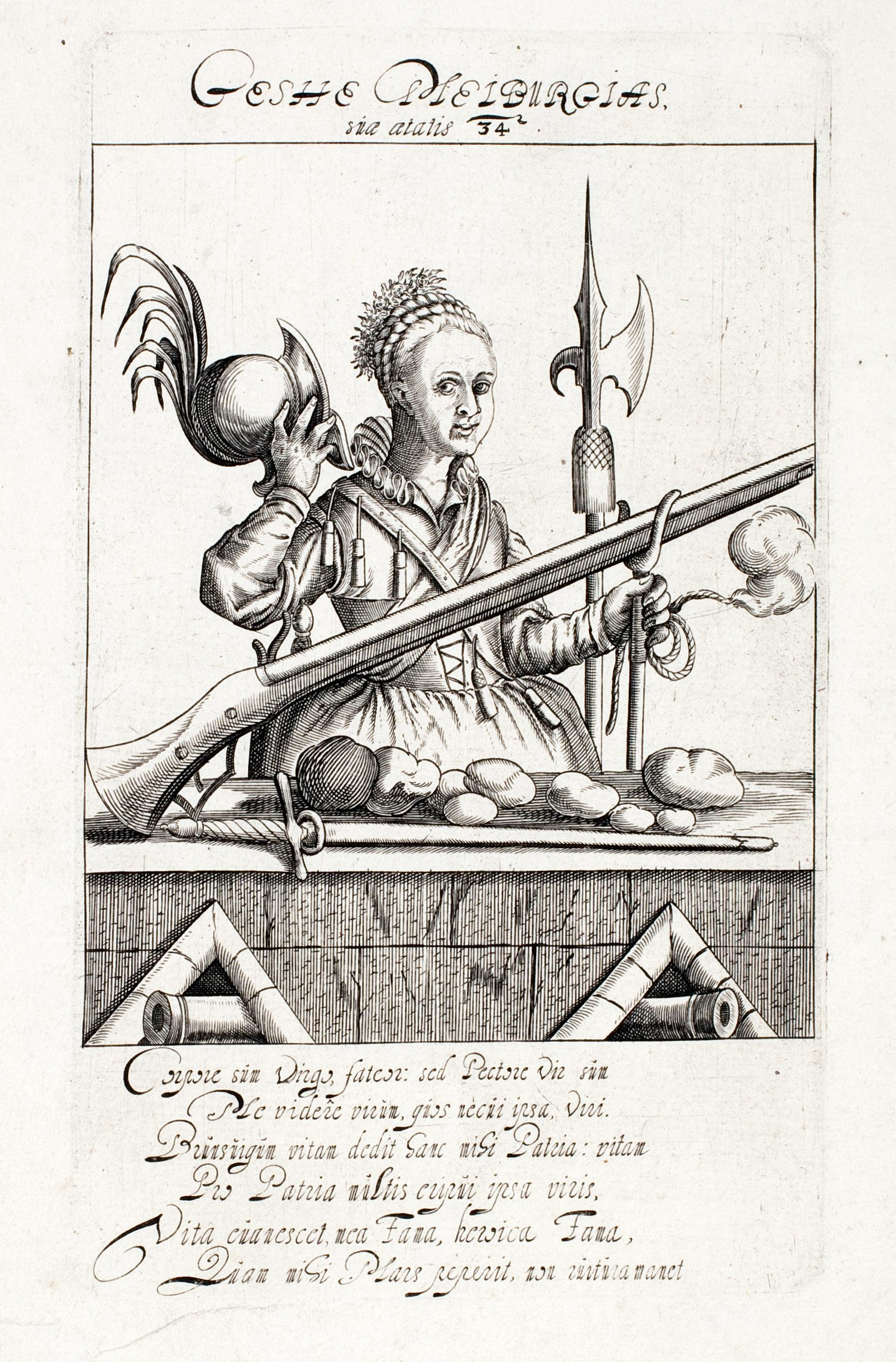
1615年のチラシ: GESHE [ママ] MEIBURGIAS. / suae aetatis 34 （ゲッシェ・マイブルク、34歳)。鉄帽子、点火された火縄、マスケット銃と股杖、ハルバード、投石用の礫と剣を携えて市壁に立つ姿が描かれている。その下にラテン語の文章が添えられている（「チラシ」の項を参照）。

ゲッシェ・マイブルク（Gesche Meiburg、名はゲスケ（Geßke）、姓はマクデブルク（Magdeburg）とも。1581年-1617年4月30日、ブラウンシュヴァイク）はブラウンシュヴァイクの市民である。
彼女は1615年9月14日の早朝、同市の歴史上、13回目にして最大の攻囲戦となった、ブラウンシュヴァイク＝ヴォルフェンビュッテル公フリードリヒ・ウルリヒ率いる軍勢との戦いに他の多くの女性市民とともに参加した。そして攻囲軍と精力的に戦い、同市を陥落から救うほど貢献し、「ブラウンシュヴァイクの英雄的な乙女（Braunschweigische Heldenjungfrau）」あるいは「ブラウンシュヴァイクのジャンヌ・ダルク」として著名になり、市の歴史に名を残している。

## 生涯
ハーゲンブリュッケ11番地に住んでいた塩水製造業者、ペーター・フォン・マクデブルクの娘については同時代のチラシや賛美詩によって伝わること以外、ほぼ不明である。

### 1615年夏のブラウンシュヴァイク攻囲戦
ブラウンシュヴァイク＝リューネブルクやブラウンシュヴァイク＝ヴォルフェンビュッテルの諸公は、中世から近世にかけて何度もブラウンシュヴァイク市を所領に組み込もうとしており、1615年夏の攻撃もそのような試みの一つであった。同市は1615年7月22日から11月2日まで、公の軍に攻囲される。この時、その脅威はそれまでよりも大きいように思われた。なぜならブラウンシュヴァイク市は、所属していたハンザ同盟諸都市からの解囲軍を期待できなかったからである。
9月初頭には、ギーアスベルクやヌスベルクなどの砦から砲撃を受けるようになり、包囲された市民の状況はますます危機的になる。それらは市の中心部よりも標高が高い場所にあったので、敵軍は遮られることなく砲撃ができたのである。こうして市は大損害を被り、多くの住民が殺された。さらに敵軍は数多くの塹壕を通じて、市壁への接近とその破壊、さらに市内への突入を試みた。
9月13日の夜には、市の征服は間近に迫ったように思われた。公の軍は南東の市域、アルテヴィークのマグニ門からブラウンシュヴァイクの防衛施設へ突撃する準備を整える。そのため女性を含むブラウンシュヴァイクの市民全員に対し、防衛への協力が呼びかけられた。そして実際、多くの女性がこの呼びかけに応じ、積極的に戦闘行為に参加するべく自ら武器を手に取ったのである。その中で最も有名なのは、言い伝えに拠れば市壁の上で剣とマスケット銃を手に寄せ手と戦い多くの者を討ち取ったのみならず、共闘する他の女性たちをも自身に倣うよう繰り返し鼓舞し続けた、34歳のマイブルクであった。
攻囲中のフリードリヒ・ウルリヒ公には、下記の報告が届く。
遂にこの攻囲は失敗し、数日後にはゾルムス＝レーデルハイム伯フリードリヒ率いるハンザ＝ネーデルラント連合軍が市を解囲するべく来援した。そして1615年10月14日にはブラウンシュヴァイクの包囲を破る。同年11月2日、フリードリヒ・ウルリヒ公は攻囲を断念し、本拠地のヴォルフェンビュッテルに退いた。この紛争はリューベック市長、ハインリヒ・ブロッケス1世の仲裁によって同年12月、最終的に調停された。

### チラシ
ゲッシェ・マイブルクの積極的な戦いへの参加や、何より無私の尽力は、間もなくイラスト化・彩色化された少なくとも4種類のチラシ（ドイツ語ではリューベックとアウクスブルクで印刷された二つの他、ラテン語で印刷された物が一つ）が、一部では詩の形を取る「ブラウンシュヴァイクの英雄的な乙女」の報告を添え、市境を越えて広まるほど非凡なことであった。例えばこの事件からたった一日後の9月15日、近くのヴォルフェンビュッテル市で発行された『真実の新しい新聞』（Wahrhaftige Newe Zeitung）は彼女の恐れを知らない様子や、超自然的で痛快な不死身さを報じている。
あるチラシにはラテン語で6行、次のように記述されている。
Corpore sum Virgo, fateor: sed Pectore Vir sum

Me videre virum, quos necui ipsa, Viri.

Brunsuigum vitam dedit hanc mihi Patria: vitam

Pro Patria multis eripui ipsa viris.

Vita euanescet, mea Fama, heroica Fama,

Quam mihi Mars peperit, non ruitura manet.
身体的には、認めるが、私は乙女である。しかし心の中では、男である。

私が自らの手で殺した男たちは、私を男と見なした。

故郷のブラウンシュヴァイクがこの命を私に授けた。命を

故郷、ブラウンシュヴァイクのために私は多くの男から自分で奪った。

この命は消え去るが、私の栄光、英雄としての栄誉――

マルスが私に与えたそれは朽ちることなく残るであろう。

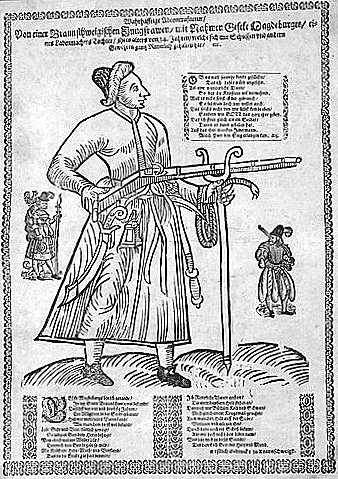
「ブラウンシュヴァイクの乙女、その名もゲスケ・マクデブルゲス（Gescke Magdeburges）の写実的な模写である……（1615年のチラシより）

翌年、1616年には報告書、『ブラウンシュヴァイクの戦争行為』が上梓されており、このような記述が見られる。
ゲッシェ・マイブルクの名は「永久に歴史に残ることとなった」。アウクスブルクの製本職人、ダニエル・デーリンクが印刷したチラシには敵軍と戦う彼女の姿、並びに初行と末行を伴う長い詩が掲載されている。

## 注記
1. ↑  ブラウンシュヴァイクの防戦に参加した時、彼女は34歳であった (Rehtmeyerその他を参照)。